# Joe Gould's Secret
Joe Gould's Secret es una película dramática del año 2000 dirigida por Stanley Tucci. El guion fue escrito por Howard A. Rodman, quien se basó en el reportaje Professor Seagull y en el libro escrito por el periodista de The New Yorker Joseph Mitchell.

## Argumento
Ambientada en Manhattan a principios de la década de 1940, la película se centra en Joe Gould (Ian Holm), un veterano bohemio graduado en la Universidad de Harvard que deambula por las calles de Greenwich Village portando un maltratado portafolio y exigiendo donaciones para "la fundación Joe Gould". Por momentos es tranquilo y sensible, y en otros momentos es un mentiroso compulsivo y un detestable borracho, y frecuentemente experimenta repentinas ráfagas de ira. Consiguiendo ocasionalmente apoyo financiero del poeta E.E. Cummings y de la pintora Alice Neel entre otros, Gould es capaz de pasar las noches en albergues hasta que un benefactor anónimo le consigue un lugar en un hotel.
Gould está recogiendo observaciones de ciudadanos promedio para agregar a su "Historia oral del mundo", fragmentos que él les ha dado a varias personas para que cuiden de ellos. Joseph Mitchell (Stanley Tucci), un escritor de The New Yorker, lo conoce en una cafetería y en un principio se ve fascinado por ese colorido personaje. Sin embargo, con el paso del tiempo, Gould se vuelve demasiado intrusivo y exigente, perturbando la vida cotidiana de Mitchell. El periodista comienza a preguntarse si las palabras que escribió Gould existieron realmente o son producto de su imaginación.

## Reparto
- Ian Holm ..... Joe Gould
- Stanley Tucci ..... Joe Mitchell
- Hope Davis ..... Therese Mitchell
- Celia Weston ..... Sarah
- Susan Sarandon ..... Alice Neel
- Patricia Clarkson ..... Vivian Marquie
- Steve Martin ..... Charlie Duell
- David Wohl ..... Max Gordon
- Aida Turturro .... Camarera
- Harry Bugin .... Newsman